# Country Club at Mirasol
De Country Club at Mirasol is een countryclub in de Verenigde Staten. De club werd opgericht in 2001 en bevindt zich in Palm Beach Gardens, Florida. De club beschikt over twee 18-holes golfbanen en beide banen werden ontworpen door de golfbaanarchitecten Arthur Hills en Tom Fazio.
De twee golfbanen hebben een eigen naam: de "Sunset"- en de "Sunrise"-baan. De "Sunset"-baan werd opgericht in 2001 en de "Sunrise"-baan in 2003. De "Sunset"-baan heeft een hogere moeilijkheidsgraad dan bij de "Sunrise"-baan omdat bijna alle holes van de "Sunset" omgeven zijn door waterhindernissen.
Naast een golfbaan, biedt de club ook tennisbanen, een sportcomplex, een fitnesscentrum en een openluchtzwembad aan haar leden.

## Golftoernooien
Voor het golftoernooi gebruikt de club de "Sunset"-baan en de lengte van de golfbaan voor de heren is 6576 m met een par van 72. De course rating is 75,2 en de slope rating is 146.
- Honda Classic: 2003-2006